# Castin al Bizanțului
Castin I al Bizanțului (în greacă Καστίνος, transliterat: Kastinos; n. secolul al II-lea d.Hr. – d. 237 d.Hr.) a fost episcopul Bizanțului, slujind pentru șapte ani între 230 și 237, în timpul domniei împăraților Alexandru Severus și Maximin Tracul. 
Castin a fost un senator de la Roma, care era inițial păgân. După ce a descoperit creștinismul, s-a convertit și a fost botezat de Chiriac I, episcopul precedent al Bizanțului. I-a urmat acestuia, până la moartea sa, când avea să fie urmat de Eugeniu. 
Istoricul antic grec Nikephoros Kallistos Xanthopoulos îl numește pe Castin Constantin.